# 아타카마 사막
아타카마 사막(스페인어: Desierto de Atacama, 영어: Atacama Desert, 문화어: 아따까마 사막)은 남아메리카 안데스산맥 서부 칠레 북쪽의 태평양 연안에 있는 사막이다. 남위 18°24'에서 남위 29°55'까지의 지역으로 동서 방향으로 평균 100㎞, 남북 방향으로 1,600㎞ 정도이고 면적은 105,000km2이다. 칠레, 볼리비아, 페루, 아르헨티나와 국경을 접하고 있으며 대부분의 지역이 칠레 영토에 속한다. 
해발 고도 1,500m에까지 펼쳐져 있는 고원지대로, 비가 거의 내리지 않아 나사 · 내셔널 지오그래픽 등의 연구에 따르면 아타카마 사막은 세계에서 가장 메마른 곳이다. 훔볼트 해류에 의한 해안 기온 역전층과 칠레 연안의 비그늘로 인해 아타카마 사막은 약 2,000만년동안 건조 상태로 유지되어 왔다. 이 곳은 캘리포니아 데스 밸리보다 50배 이상 건조하다. 일평균 기온이 0~25℃로 한랭한 기후가 유지된다. 아타카마 사막은 대부분이 염분 · 모래 · 화강암으로 이루어져 있으며, 건조한 기후 조건을 이용하여 ALMA 등의 천문 관측 시설이 들어섰다.
오아시스나 광산 마을에 백만 명 정도가 살고 있다. 19세기에 비료의 원료로 사용되는 초석(硝石)이 많이 생산되어 19세기후반에 페루, 칠레, 볼리비아 간에 전쟁까지 치루었다.(태평양 전쟁) 20세기 전반에 화학비료가 대량생산된후에는 아르헨티나, 칠레 국경 지역에서 채굴되는 구리가 최대생산품이 되었다.

## 위치

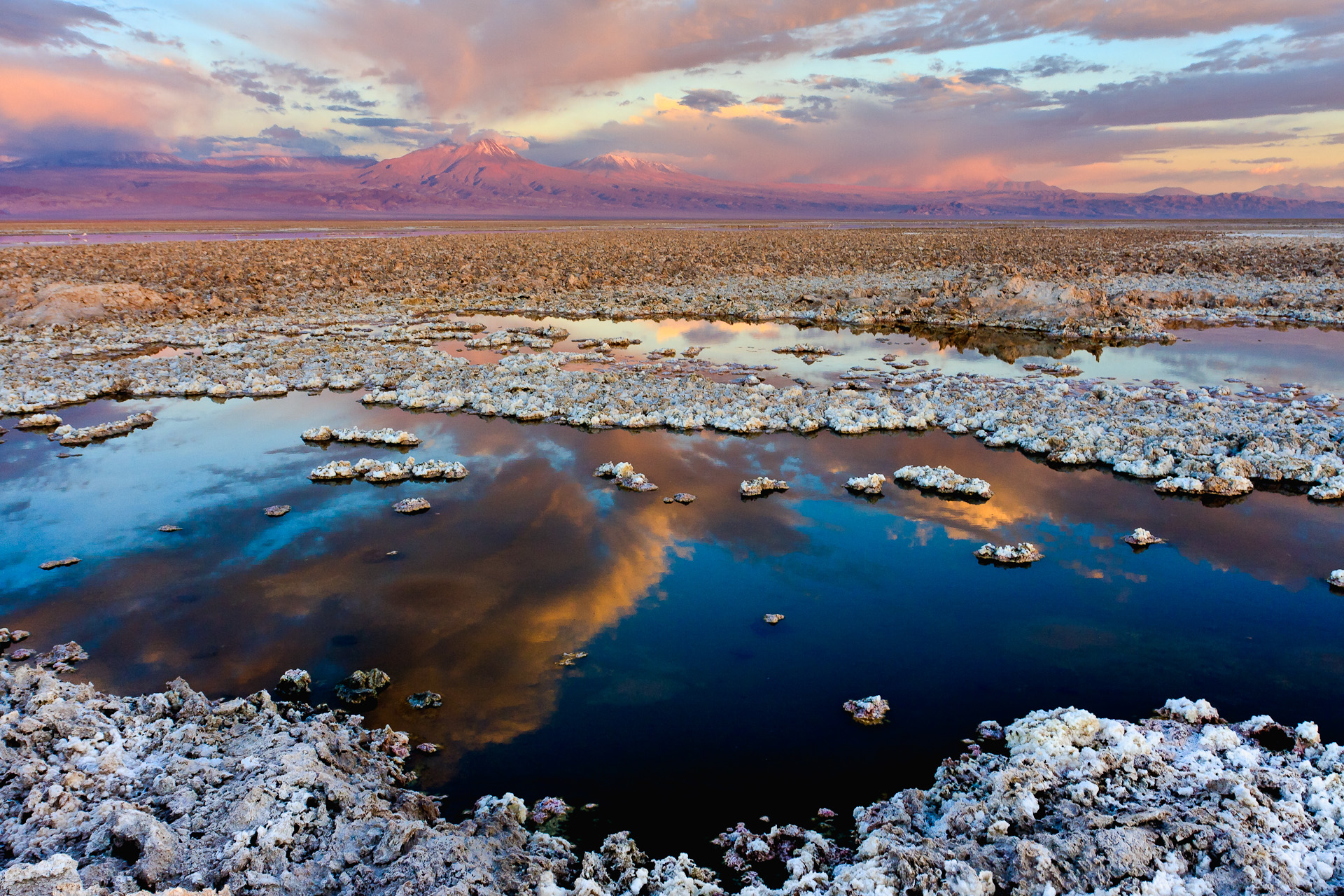
아타카마 사막의 화구호.

세계야생생물기금에서 지정한 아타카마 사막 생태지역은 칠레와 페루의 국경지대에서 남위 30도 지역까지이다. 이곳의 북쪽에는 페루 세추라 사막 생태지역이 있으며, 남쪽으로는 칠레 마토랄 생태지역이 있다. 내셔널 지오그래픽 소사이어티는 남부 페루의 해안지역과 이카 지역의 남쪽 사막도 아타카마 사막의 일부로 간주한다.
동쪽으로는 아타카마 생태지역보다 덜 건조한 중앙 안데스 푸나 생태지역에 접해있다. 이 생태지역에서 가장 건조한 지역은 시에라 비쿤냐 마크켄나와 코르디에라 도메이코 사이를 흐르는 로아강의 남부 유역이다. 로아강 유역의 북쪽은 팜파 델 타마루갈과 접해있다.

## 여담
세계에서 사하라 사막이나 데스 밸리, 고비 사막, 타베르나스 사막보다도 더 건조한 지역으로 알려진 아타카마 사막에 때아닌 폭우가 쏟아지면서 사막에 꽃이 화려하게 핀 것으로 보아, 개화 사막을 연출하는 광경이 목격되기도 하고, 사막 지대에 꽃이 핀 것은 매우 이색적인 것으로 나와 있다.

## 전설
- 알리칸토
- 아타카마의 거인

## 같이 보기
- 2010년 산호세 광산 붕괴 사고